# Kunice, Praha-východ
Kunice là một làng thuộc huyện Praha-východ, vùng Středočeský, Cộng hòa Séc.